# Sjöskivsnäcka
Sjöskivsnäcka (Gyraulus riparius) är en snäckart som först beskrevs av Westerlund 1865.  Sjöskivsnäcka ingår i släktet Gyraulus, och familjen posthornssnäckor. Arten är reproducerande i Sverige.